# Wilhelm IV. von Pappenheim

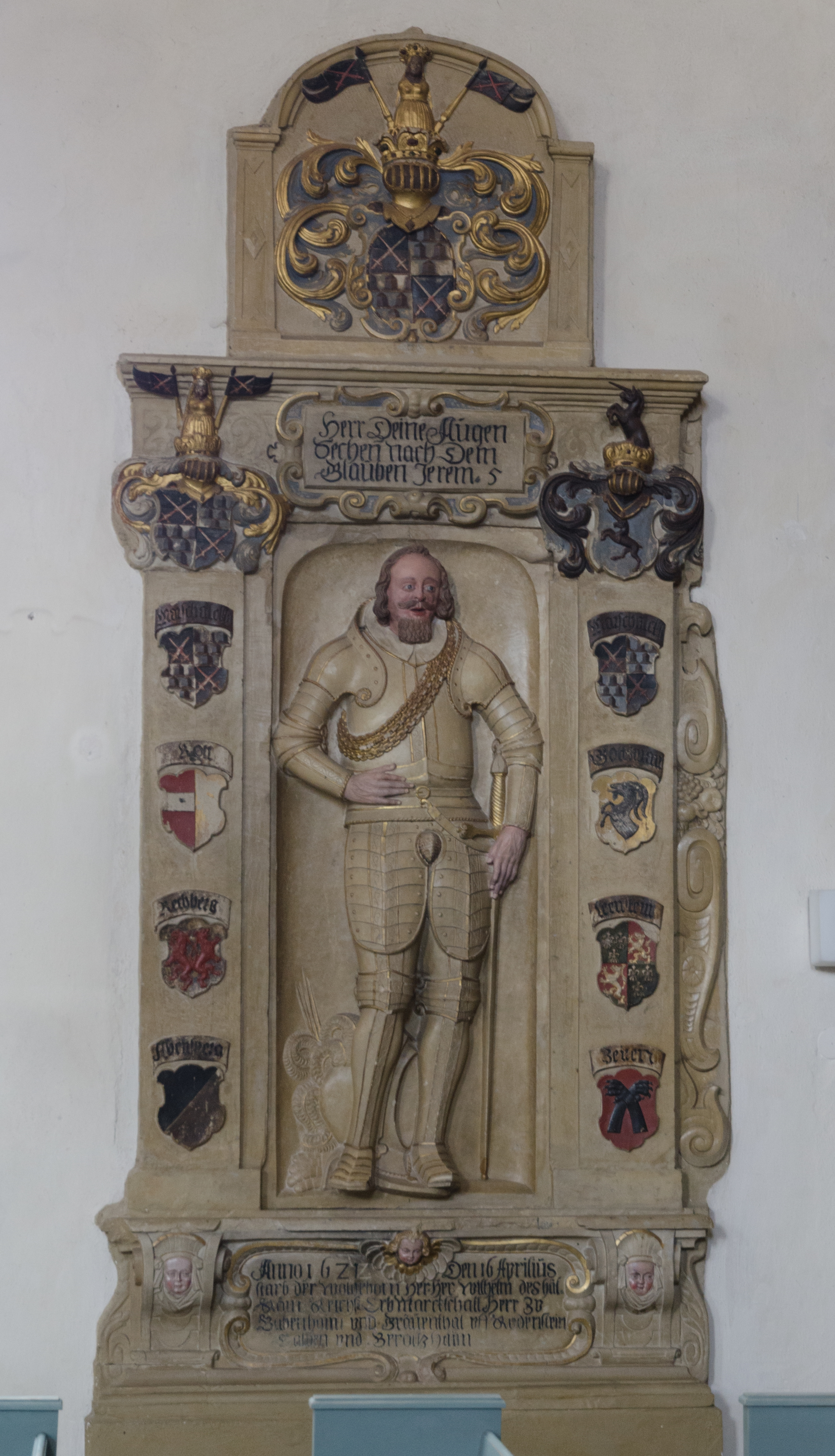
Epitaphs Wilhelm IV. von Pappenheim in der Stadtkirche St. Marien in Pappenheim

Wilhelm IV. von Pappenheim (* 4. Februar 1569; † 16. April 1621) war ein Marschall des Adelsgeschlechts der Pappenheim in Bayern und Erbauer des Oberen Schlosses in Markt Berolzheim.

## Leben
Wilhelm IV. war der Sohn des Wolfgang II. von Pappenheim († 1585) und seiner Frau Magdalena von Pappenheim († 1602). Wie sein Bruder Wolfgang Christoph studierte auch er in Altdorf und Genf und unternahm mehrere Länderreisen, darunter zwei Italienreisen. Über ihn wird berichtet, dass er sowohl in der Instrumentalmusik, wie auch „in allen Adelichen Exercitien“ wohlgeübt war. Um das Jahr 1600 baute er das Obere Schloss in Markt Berolzheim „auf welsche Manier, ganz von Grund auf“. Dieses fiel 1632, wie auch der restliche Ort, kaiserlichen Truppen zum Opfer und wurde zerstört.
Sein stattliches Vermögen vermachte er, da aus seiner Ehe mit Euphrosina von Wallenfels keine Kinder hervorgingen, zum größten Teil nach seinem Tod, 1621, an seinen Bruder Wolfgang Christoph. Wilhelm wurde in der Stadtkirche in Pappenheim beigesetzt. Sein Epitaph trägt folgende Inschrift:

„Anno Domini 1621 den 16. April, starb der Wohlgeborene Herr, Herr WILHELM, des Heiligen Römischen Reichs Erb-Marschall, Herr zu Pappenheim und Gräfenthal, auf Rotenstein, Calden und Berolsheim. Herr deine Augen sehen auf den Glauben! Jerem. V.“